# Danny Mullen
Danny Mullen (Coatbridge, 1º marzo 1995) è un calciatore scozzese, attaccante del Derry City.

## Caratteristiche tecniche
È un centravanti.

## Carriera
Ha giocato nella prima divisione scozzese ed in quella irlandese; con la maglia del Derry City ha anche giocato 4 partite nei turni preliminari della UEFA Europa Conference League 2023-2024.

## Palmarès

### Club

#### Competizioni nazionali
- Scottish Challenge Cup: 1

Livingston: 2014-2015
- Scottish League One: 1

Livingston: 2016-2017